# Buzek László
Buzek László (beceneve: "Öcsi") (Budapest, 1945. október 8. –) magyar röplabdázó. Posztja: első-ütő. A világ egyik legjobb röplabdázója volt, akit egykor a röplabdázás „Puskás Öcsijeként” is emlegettek.  Magassága: 203 cm.

## Pályafutása
A Csepelben 1962-ben kezdett röplabdázni.
A hetvenes évek egyetlen világklasszis magyar férfi röplabdázója. Az első volt a világon, aki hátsó sorköteles játékosként a hármas vonalon kívülről végrehajtott ütésekkel bombázta az ellenfeleket. 1978-ban a világbajnokságon egy japán játékostól látta a felugrásból végrehajtott nyitást. Hazaérkezése után gyakorolta az új technikai elemet. Magyarországon az első mérkőzéseken még lefújták a játékvezetők a soha nem látott új nyitást, de később már elfogadták.
37 évesen igazolt a német másodosztályba a Norderstedt együttesébe. Az első esztendőben kiharcolták a feljutást, majd egy év múlva kiestek az első osztályból.
Már elmúlt 40 éves, amikor megkereste a Moers SC elnöke. Vállalta az újabb megmérettetést, s még 3 szezonon keresztül tagja volt az első csapatnak, majd 3 évig játszott a tartalékok között. 1990-ben már edzőként nyert CEV-kupát a Moers-szel. 1995-ben fejezte be az edzői munkát Németországban, majd polgári foglalkozást választott magának.
2001-ben hazatért Magyarországra.
2020. november 27-én Áder János Magyar Arany Érdemkereszttel tüntette ki, a díjazott a csepeli Kozma István Magyar Birkózó Akadémián vette át az elismerést.

## Eredményei

### Hazai versenyek
- 10x Magyar Bajnok: 1968, 1969, 1970, 1973, 1974, 1976, 1977, 1978, 1979, 1982.
- 11x Magyar Kupa győztes (MNK-győztes): 1969, 1970, 1971, 1972, 1974, 1976, 1978, 1979, 1980, 1981, 1982.

### Legjobb nemzetközi eredmények
1965 és 1982 között 266-szor szerepelt a válogatottban, melynek éveken keresztül csapatkapitánya is volt.

#### Európa-bajnokság
- 1967-ben 6. hely
- 1971-ben 5. hely
- 1977-ben 4. hely

#### Kupagyőztesek Európa Kupája
- 1973-ban 2. hely

### Egyéni eredményei
- 1977. évi EB ALL STAR válogatottjának tagja
- Buenos Aires, 1991 Veterán Olimpia 1. hely
- Ausztrália, 1994 Veterán Olimpia 1. hely
- Nyolc alkalommal volt az év férfi röplabdázója: 1967, 1968, 1969, 1970, 1978, 1979, 1980, 1981.

## Egyesületei
- Csepel SC
- SC Norderstedt (NSZK)
- Moers SC (NSZK)